# العلاقات السويدية المالطية
العلاقات السويدية المالطية هي العلاقات الثنائية التي تجمع بين السويد ومالطا.

## مقارنة بين البلدين
هذه مقارنة عامة ومرجعية للدولتين:
| وجه المقارنة                                              | السويد                                                                               | مالطا                                                     |
| --------------------------------------------------------- | ------------------------------------------------------------------------------------ | --------------------------------------------------------- |
| المساحة (كم2)                                             | 450.30 ألف                                                                           | 316                                                       |
| عدد السكان (نسمة)                                         | 10.16 مليون                                                                          | 465.29 ألف                                                |
| الكثافة السكانية (ن./كم²)                                 | 22.56                                                                                | 147.24 ألف                                                |
| العاصمة                                                   | ستوكهولم                                                                             | فاليتا                                                    |
| اللغة الرسمية                                             | اللغة السويدية، لغات السامي، اللغة الفنلندية، منكيلي، اللغة الرومنية، اللغة اليديشية | اللغة المالطية، لغة إنجليزية                              |
| العملة                                                    | كرونة سويدية                                                                         | يورو، ليرة مالطية                                         |
| الناتج المحلي الإجمالي (بليون دولار)                      | 538.04 مليار                                                                         | 12.54 مليار                                               |
| الناتج المحلي الإجمالي (تعادل القوة الشرائية) بليون دولار | 469.01 مليار                                                                         | 14.68 مليار                                               |
| الناتج المحلي الإجمالي الاسمي للفرد دولار أمريكي          | 50.58 ألف                                                                            | 22.60 ألف                                                 |
| الناتج المحلي الإجمالي للفرد دولار أمريكي                 | 45.30 ألف                                                                            |                                                           |
| مؤشر التنمية البشرية                                      | 0.907                                                                                | 0.839                                                     |
| رمز المكالمات الدولي                                      | +46                                                                                  | +356                                                      |
| رمز الإنترنت                                              | .se                                                                                  | .mt                                                       |
| المنطقة الزمنية                                           | توقيت وسط أوروبا، ت ع م+01:00، ت ع م+02:00، أوروبا/ستوكهولم ‏                         | توقيت وسط أوروبا، ت ع م+01:00، ت ع م+02:00، أوروبا/مالطا ‏ |

## مدن متوأمة
في ما يلي قائمة باتفاقيات التوأمة بين مدن سويدية ومالطية:
- ترتبط Region Gotland [الإنجليزية]‏ مع غودش باتفاقية توأمة.
- ترتبط Oxelösund [الإنجليزية]‏ مع مارساسكالا باتفاقية توأمة.

## منظمات دولية مشتركة
يشترك البلدان في عضوية مجموعة من المنظمات الدولية، منها:
| علم المنظمة | اسم المنظمة                               | تاريخ انضمام السويد | تاريخ انضمام مالطا |
| ----------- | ----------------------------------------- | ------------------- | ------------------ |
|             | الاتحاد الأوروبي                          | 1995                | 1 مايو 2004        |
|             | وكالة ضمان الاستثمار متعدد الأطراف        | 12 أبريل 1988       | 12 سبتمبر 1990     |
|             | الأمم المتحدة                             | 19 نوفمبر 1946      | 1 ديسمبر 1964      |
|             | الفريق المعني برصد الأرض                  | ?                   | ?                  |
|             | منظمة حظر الأسلحة الكيميائية              | ?                   | ?                  |
|             | منظمة التجارة العالمية                    | 1995                | ?                  |
|             | منظمة الشرطة الجنائية الدولية             | ?                   | ?                  |
|             | منظمة الأمن والتعاون في أوروبا            | 25 يونيو 1973       | 25 يونيو 1973      |
|             | يونسكو                                    | 23 يناير 1950       | 10 فبراير 1965     |
|             | مجلس أوروبا                               | ?                   | ?                  |
|             | الاتحاد البريدي العالمي                   | ?                   | ?                  |
|             | البنك الدولي للإنشاء والتعمير             | 31 أغسطس 1951       | 26 سبتمبر 1983     |
|             | المنظمة الهيدروغرافية الدولية             | ?                   | ?                  |
|             | الاتحاد الدولي للاتصالات                  | 1866                | 1965               |
|             | مؤسسة التمويل الدولية                     | 20 يوليو 1956       | 1 يونيو 2005       |
|             | المنظمة الأوروبية لسلامة الملاحة الجوية   | 1995                | 1989               |
|             | المركز الدولي لتسوية المنازعات الاستشارية | 28 يناير 1967       | 3 ديسمبر 2003      |
|             | مجموعة أستراليا                           | 1991                | 2004               |
|             | مجموعة الموردين النوويين                  | ?                   | ?                  |

## أعلام
هذه قائمة لبعض الشخصيات التي تربطها علاقات بالبلدين:
- أرفيد باردو (12 فبراير 1914 – 19 يونيو 1999)

## وصلات خارجية
- موقع وزارة الخارجية السويدية
- موقع وزارة الخارجية المالطية